# Tion Wayne
Tion Wayne, właściwie Dennis Junior Odunwo (ur. 1 września 1993 w Londynie) – brytyjski raper, autor tekstów i DJ, pochodzący z Edmonton w Londynie. 

## Młodość
Dennis Junior Odunwo urodził i wychował się w Edmonton w gminie London Borough of Enfield. Jego rodzice pochodzą z Nigerii, jego ojciec był informatykiem, a matka pielęgniarką. Jest środkowym dzieckiem. W młodości był dobry z matematyki i chciał zostać księgowym. Gdy uczęszczał do szkoły podstawowej, u jego matki zdiagnozowano nowotwór, a ojciec długo pracował, żeby utrzymać rodzinę. W tym czasie zainteresował się muzyką, która była dla niego ucieczką od samotności. Jest fanem klubu piłkarskiego Chelsea F.C..

## Problemy z prawem
4 marca 2017 roku w Clifton w Bristolu, Odunwo wziął udział w bójce przed klubem nocnym Analog, w którym występował. W bójce brało udział ponad 100 osób. Odunwo został nagrany przez kamery monitoringu, gdy uderzył i stanął na głowie nieprzytomnego mężczyzny. 9 listopada tego samego roku został skazany na 16 miesięcy więzienia.
17 listopada 2020 roku Odunwo został nagrany podczas sprzeczki z innym raperem z północnego Londynu Headie One, na pokładzie samolotu w Dubaju. Dwóch raperów próbował rozdzielić raper ze wschodniego Londynu Morrisson. Odunwo zaprzeczył na Instagramie jakoby ktokolwiek został aresztowany.

## Kariera
Tion Wayne rozpoczął swoją karierę muzyczną od publikowania filmów w serwisie YouTube. W 2014 wydał swój pierwszy mixtape nazwany „Wayne's World”. Jego następny mixtape zatytułowany „Wayne's World 2” ukazał się w 2016 roku. W 2017 wydał EP zatytułowaną „Transition”. W 2019 debiutował na UK Singles Chart, gdy pojawił się w utworze „Options” grupy NSG. Utwór ten zajął siódme miejsce. W 2019 wydał swój trzeci album zatytułowany „T Wayne's World 3”. 
Jego utwory czterokrotnie ukazywały się w top 10 UK Singles Chart. Utwór „Keisha & Becky” wydany w 2019 wraz z Russ Millions znalazł się na 7. pozycji. Wystąpił gościnnie wraz z raperem Swarmz w utworze KSI „Houdini”, który zajął 6. miejsce. Utwór „I Dunno”, na którym gościnnie wystąpili Stormzy i Dutchavelli zajął 7 miejsce.
W maju 2021 roku jego piosenka „Body” wraz z Russ Millions stała się pierwszym drillowym utworem w historii, który zajął 1 miejsce na notowaniach UK Singles Chart. 